# Myotis ridleyi
Myotis ridleyi é uma espécie de morcego da família Vespertilionidae.
Pode ser encontrada nos seguintes países: Indonésia e Malásia.